# Galería caribe
Galería caribe è l'ottavo album in studio del cantautore guatemalteco Ricardo Arjona, pubblicato il 29 agosto 2000 dalla Sony.

## Tracce
Testi e musiche di Ricardo Arjona, eccetto dove indicato.
1. Carabelas – 2:32
2. Mujer de Guanahani – 3:42 (Ricardo Arjona, Angel "Cuco" Peña)
3. Lo poco que queda de mi – 4:56
4. Un caribe en Nueva York – 5:24
5. Cuando – 4:34
6. Receta – 4:52
7. Sólo quería un café – 3:50
8. Mesias – 4:41
9. Te enamoraste de ti – 4:27
10. Lo poco que queda de mi (Acoustic) – 4:34
11. Si usted la viera (El confesor) – 4:18 (Ricardo Arjona, Eusebio Blasco, Jorge Luis Chacín)
12. Receta (Acoustic) – 4:23
13. Pensar en ti – 4:22
14. Pensar en ti (Acoustic) – 4:03
15. Cuando (Pop version) – 4:19
16. Te enamoraste de ti (Acoustic) – 4:09
17. Sólo quería un café (Acoustic) – 3:26
18. Porque hablamos (feat. Ednita Nazario) – 4:41

Traccia aggiunga nella versione spagnola
1. A cara o cruz – 3:42

## Classifiche
| Classifica (2000) | Posizione massima |
| ----------------- | ----------------- |
| Stati Uniti       | 136               |